# Kaalslagliteratuur
Kaalslagliteratuur, in het Duits Trümmerliteratur (ruïneliteratuur) of Literatur der Stunde Null (literatuur van het uur nul) genoemd, was een literaire stroming die in het Duitsland van na de Tweede Wereldoorlog ontstond.

## Voorgeschiedenis
De Duitstalige literatuur kende in de negentiende eeuw een grote bloeiperiode: na de Romantiek, het poëtisch realisme en het naturalisme was in het vroege twintigste-eeuwse Pruisen het expressionisme opgekomen. Het fin de siècle-gevoel leidde tot een zeker fatalisme, wat wil zeggen dat men ervan overtuigd was dat er een nieuw tijdperk zou aanbreken, zodra de grote Europese mogendheden hun kunnen zouden hebben uitgetest in een grote, korte oorlog. Dichters als Georg Heym en Jakob van Hoddis voorspelden in hun visionaire, apocalyptische werken de ondergang van de oude wereld: een nieuw mensenras zou opstaan wanneer het avondland vernietigd was. Toen de Eerste Wereldoorlog eenmaal uitbrak, bleek al snel dat dit een illusie was geweest: de technologische vooruitgang bracht niets dan ellende, ziekte en dood, en aan de oorlog leek geen einde te komen. Deze eerste ontnuchtering zou later een bijkomend argument vormen.

## Het expressionisme
Na afloop van de eerste oorlog, met de oprichting van de Weimarrepubliek, kwam het Duitse expressionisme volop op gang. Weliswaar was men tot het inzicht gekomen dat het futuristische vooruitgangsoptimisme grote nadelen had, maar de literaire wereld bleef zich op de wonderen van de moderne technologie concentreren. Enerzijds waren er literatoren zoals Alfred Döblin en de Oostenrijker Robert Musil, die, geheel in de teneur van het expressionisme, de wereld ironiseerden. Zij koppelden het inlevingsvermogen en het menselijke gevoel los van hun literaire werk en schreven verhalen vol technische uitweidingen en humoristische afstandelijkheid. De belangrijkste iconen op het gebied van de roman zijn uit deze periode Berlin Alexanderplatz en De man zonder eigenschappen: deze boeken tonen hoe de literaire wereld met de Eerste Wereldoorlog in het reine was gekomen, maar ook dat men het geloof aan de technologische vooruitgang als redder van de wereld niet verloren was. Anderzijds waren er bepaalde enigszins romantisch getinte schrijvers (bijvoorbeeld Stefan George en Hans Henny Jahnn), die wilden teruggrijpen naar het ideaal van de mens in harmonie met de natuur, of de verheerlijkte, sublieme dichter als scheppend genie.

## Het Derde Rijk
Een belangrijke factor in het interbellum was echter ook de opkomst van het nazisme: vanaf 1933, toen de NSDAP de macht overnam, werden de expressionistische evoluties in de literatuur teruggedraaid. De literaire academiën werden 'gezuiverd', en het soort literatuur dat bij de nazi's in de gunst stond, was behoorlijk reactionair. Er moest over arische helden geschreven worden, ofwel over landschappelijke taferelen, met boerenpastorales en ouderwetse waarden. Agnes Miegel was een belangrijke vertegenwoordigster van deze rurale stroming; oude expressionisten die het nazisme gunstig gezind waren, gingen mee in de richting van de heldenverheerlijking en de ideologische 'volksliteratuur' (zoals Hanns Johst); sommigen, bijvoorbeeld Rudolf Georg Binding, stelden hun werk volledig in het teken van de verdediging van het nationaalsocialisme. De meeste auteurs die een andere mening toegedaan waren, emigreerden.
De Tweede Wereldoorlog legde de Duitstalige literatuur nagenoeg volledig stil. Duitse schrijvers in het buitenland zagen lijdzaam toe hoe hun land verwoest werd; diegenen die waren achtergebleven en geen nazi's waren, hielden zich gedeisd. Mensen als Ernst Jünger en Gottfried Benn poogden, wellicht bij wijze van afweermechanisme, de hele toestand te ironiseren...

## Gruppe 47
De kaalslagliteratuur als dusdanig zag het levenslicht vlak na - of misschien reeds tijdens - de Tweede Wereldoorlog. De enorme schok die het falen van het Derde Rijk teweegbracht veroorzaakte een groot ongeloof bij de mensheid als dusdanig. Toen de oorlog was afgelopen, was Duitsland tot een ruïne herleid: doordat de eerste bekommernissen waren, ervoor te zorgen dat iedereen eten en een dak boven het hoofd had, was er in eerste instantie geen aandacht voor literatuur. In 1946/47 schreef Wolfgang Borchert zijn toneelstuk Draußen vor der Tür: het was een door en door cynische, desolate angstschreeuw die accuraat verwoordde wat voor een dieptepunt de cultuur in de ogen van velen bereikt had. Met de oprichting van de Gruppe 47 werd de weg geëffend voor een grote schoonmaak; omdat de oude literatuurvormen gefaald hadden en niet in staat waren gebleken de wereld voor een dergelijk onheil te behoeden, moest, luidens de Gruppe, de hele opvatting van wat literatuur hoort te zijn volledig omgegooid worden. De term uur nul illustreert deze gedachtegang duidelijk: de oude manier van schrijven is voorbij; men dient volledig vanuit het niets te herbeginnen.
Kenmerkend voor de kaalslagliteratuur zijn inhoudelijk de afkeer van ideologieën – zowel van links als van rechts ('der totale Ideologieverdacht') – en überhaupt van elke idealisering, de aandacht voor de alledaagse werkelijkheid en soms het zoeken naar een elementaire vorm van menselijkheid in een 'ontmenselijkte' tijd. Formeel valt de voorkeur op voor proza en verhalende genres, een eenvoudige, voor een groot lezerspubliek begrijpelijke taal met een afkeer van grote woorden (als reactie op het taalmisbruik door de nazi's) en een directe, realistische stijl.
Vertegenwoordigers van de kaalslagliteratuur zijn o.a. Hans Bender, Heinrich Böll, Wolfgang Borchert, Günter Eich, Hans Werner Richter, Wolfdietrich Schnurre en Wolfgang Weyrauch.
Trümmerliteratuur, letterlijk literatuur van tussen de ruïnes, was vooral een Duits fenomeen: er was enige navolging in Oostenrijk, zoals men in enkele vroege teksten van Peter Handke kan zien, maar het lijkt erop dat Duitsland, het land dat uiteindelijk het zwaarst geleden had onder de catastrofe die het zelf had uitgelokt, door toedoen van de vernieling van het land een frisse wind door de letteren zag waaien. In Zwitserland, een land dat weinig geleden heeft onder de onrust in Europa, is daarentegen van een dergelijke beweging nauwelijks sprake geweest.
Qua sfeer kan men stellen dat kaalslagliteratuur doorgaans erg grimmig, somber en pessimistisch is; in tegenstelling tot de expressionisten uit het interbellum hebben de auteurs uit deze periode alle hoop laten varen: de wereld kan niet verbeterd worden — de mens is, kort samengevat, boosaardig. Een verregaande normvervaging heeft tot het verlies van alle menselijke waarden geleid; het leven heeft geen enkel doel. Max Frisch' opvoedingsstuk Andorra toont hoe vooroordelen over mensen tot rampen kunnen leiden.

## Nasleep
In de jaren 60 en 70 was een nieuwe situatie ontstaan: de Koude Oorlog verdeelde Duitsland in twee, en auteurs uit het welvarende Westen begonnen aandacht aan de consumptiemaatschappij en de moderne samenleving te besteden, terwijl schrijvers uit de DDR noodgedwongen in het socialistisch realisme opgingen, ofwel uit subtiele wijze de hypocrisie van het communistische systeem aankaartten. Zo is de kaalslagliteratuur geleidelijk vervangen door een politisering van de literatuur in de jaren 60, die in de jaren 70 en 80 werd gevolgd door de zogenaamde nieuwe subjectiviteit met hernieuwde aandacht voor individuele waarneming en emoties. In het Oosten werd de stroming bij voorbaat als decadent afgewezen, in het Westen bracht het Wirtschaftswunder nieuwe literaire onderwerpen aan. De kaalslag heeft evenwel in zeer sterke mate tot een ontnuchtering van de Duitse literatuur bijgedragen.